# Subsidio eclesiástico
Subsidio o décima era el nombre de un impuesto sobre alquileres y tierras propiedad de la Iglesia propio de la Monarquía Hispánica del Antiguo Régimen, cuya naturaleza eclesiástica conllevó disputas con la Santa Sede. Era una de las denominadas Tres Gracias, junto con la Bula de Cruzada y el excusado eclesiástico, que históricamente concedieron los papas de Roma al reino de España y cuyo objeto era subvencionar a los monarcas en su defensa de la fe y ayudar a sufragar los costes que suponían para la Corona las guerras contra los infieles.
El Papa Pío IV se la concedió al monarca español en el año 1561 para presionar la participación de Felipe II contra el Imperio otomano.
El montante del impuesto suponía para la Hacienda real unos ingresos de unos 420.000 ducados al año.